# Asprenas impennis
Asprenas impennis är en insektsart som beskrevs av Carl 1913. Asprenas impennis ingår i släktet Asprenas och familjen Phasmatidae. Inga underarter finns listade.